# Cenkova
Cenkova – wieś w Słowenii, w gminie Cerkvenjak. W 2018 roku liczyła 40 mieszkańców.